# KTX-Sancheon
O KTX-Sancheon (anteriormente KTX-II) é um trem de alta velocidade sul-coreano fabricado pela Hyundai Rotem na segunda metade da década de 2000 e operado pela Korail desde março de 2009. Com uma velocidade máxima de 305 km/h, o KTX-Sancheon é o segundo trem de alta velocidade a operar comercialmente na Coreia do Sul e o primeiro a ser projetado e desenvolvido no país.

## História
Quando a Coreia do Sul começou seu projeto de ferrovia de alta velocidade, o material-rodante foi desenvolvido através de um acordo de transferência entre a GEC-Alsthom (atualmente Alstom), a principal fabricante dos trens de alta velocidade franceses TGV, e empresas sul-coreanas. Portanto, o Korea Train Express (KTX) começou a operar com os trens KTX-I, derivado do TGV Réseau, e fabricado pela Alstom e pela Rotem. O acordo de transferência de tecnologia não permitia o uso de todos os processos de fabricação e a fabricação envolveu a importação de algumas partes. Em 1996, uma aliança de agências de pesquisa do governo sul-coreano, universidades e empresas privadas, começaram um projeto chamado de G7 para desenvolver tecnologia ferroviária de alta velocidade nacional.
O ponto principal do projeto G7 era o trem de alta velocidade experimental HSR-350x, originalmente projetado como um protótipo de um trem com 20 vagões com versões de 11 vagões com uma velocidade comercial de 350 km/h. O trem experimental foi usado em testes desde 2002 e estabeleceu um recorde de velocidade ferroviária de 352,4 km/h em 16 de dezembro de 2004.
Mesmo antes da conclusão do HSR-350x, em 2001, um estudo enfocando as necessidades da linha Honam, menos frequentada, propôs um trem modular modificado que permite configurações mais curtas removendo o equipamento de tração dos carros intermediários próximos às locomotivas, enquanto que a velocidade máxima seria reduzida para 300 km/h. As configurações possíveis seriam as versões de 12, 10 e 8 vagões com duas locomotivas e as versões de 8 e 6 carros com uma locomotiva e um reboque de direção. As versões com duas locomotivas ofereceriam 500, 384 e 268 assentos, respectivamente. O sistema de controle de pressão ativo do HSR-350x não foi considerado necessário, tendo sido adotado apenas o isolamento de pressão como no KTX-I.
A visão de que trens mais curtos deveriam ser incluídos ao material rodante KTX para flexibilidade operacional foi reforçada pelas tendências de ocupação de assentos dos serviços do KTX na linha Honam após o lançamento dos serviços em 1º de abril de 2004 com os trens KTX-I de 20 vagões. Em julho de 2005, o Ministério da Construção e Transporte destinou 80 bilhões de won sul-coreano para dois trens comerciais de 10 vagões com 300 km/h de velocidade máxima, destinado a serviços KTX na linha Jeolla a partir de 2008. Em outubro de 2005, no entanto, a Korail convocou propostas mais competitivas. A Rotem, oferecendo uma versão comercial do HSR-350x, foi escolhida em vez da Alstom como licitante preferencial para  a encomenda de 300 bilhões de won em dezembro de 2005. O pedido de 10 trens por um preço de 306 milhões de dólares foi feito em 6 de junho de 2006. Seis das composições foram destinadas ao serviço na linha Honam para junho de 2009, quatro para o serviço da linha Jeolla para junho de 2010. Um segundo lote de nove trens foi encomendado em dezembro de 2007, destinado aos serviços na linha Gyeongjeon  entre Seul e Masan, a ser entregue em dezembro de 2010. Um terceiro lote de cinco composições foi encomendado em 9 de dezembro de 2008; para entrega em dezembro de 2011, para serviços na ferrovia de alta velocidade Gyeongbu.
Um modelo mostrando o design exterior e interior de dois vagões foi mostrado em exposições em 2007, com um dos modelos feito para também exibir o design do nariz das locomotivas do trem. Em 25 de novembro de 2008, a primeira composição do KTX-II foi apresentada ao público em uma cerimônia de lançamento na fábrica da Hyundai Rotem em Changwon.
A Hyundai Rotem também ofereceu o KTX-II durante a concorrência para suprir o material-rodante do TAV Rio–São Paulo.

## Detalhes técnicos

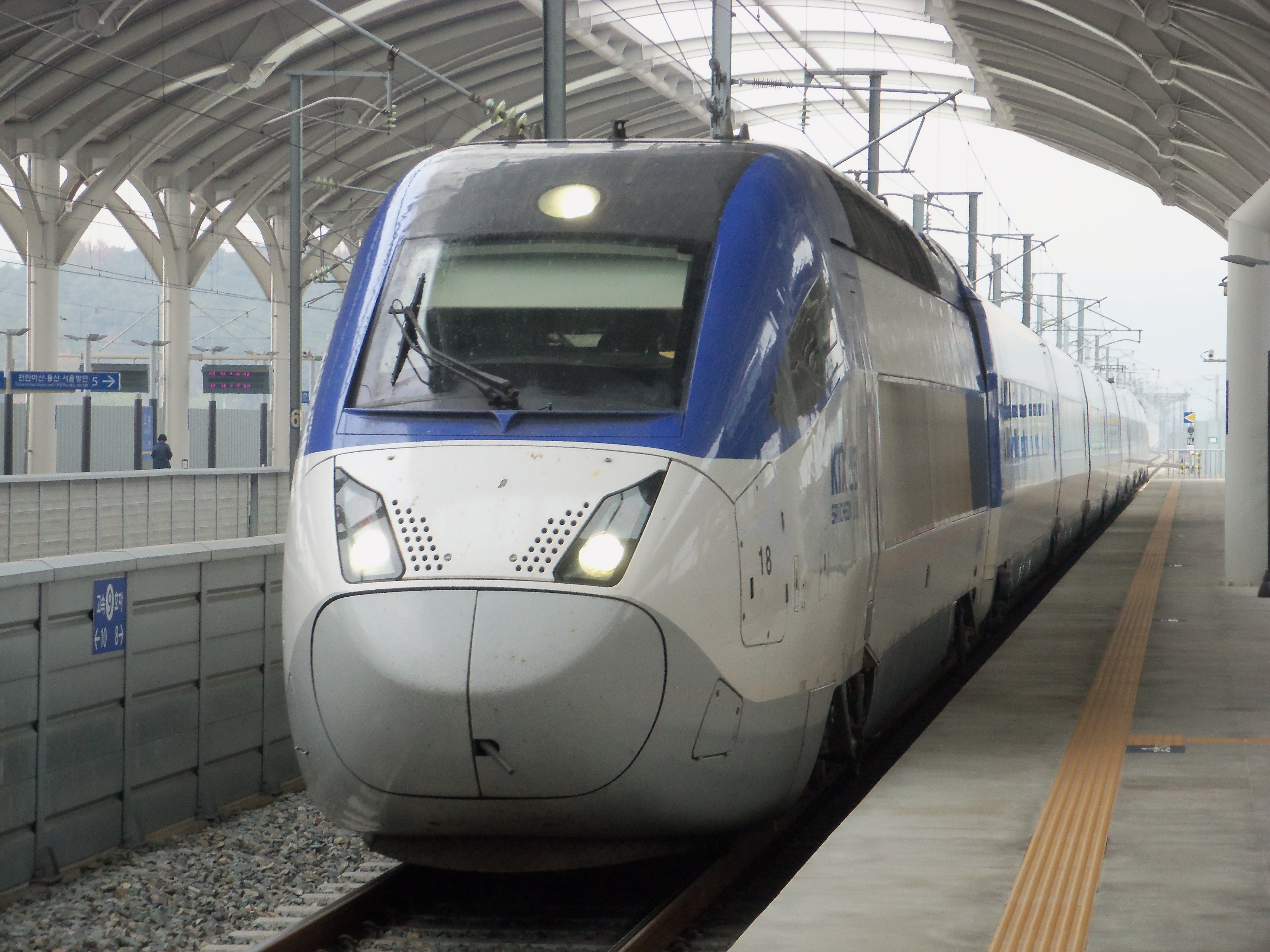
Um KTX-Sancheon se aproximando a estação Osong

Assim como o HSR-350x, o KTX-II consiste em duas locomotivas,  em ambas as extremidades e um conjunto articulado de vagões intermediários para passageiros; sendo que o número de vagões intermediários é oito, e nenhum vagão intermediário tem motores. Duas composições podem ser acoplados com acopladores automáticos do tipo Scharfenberg. Os acopladores e a estrutura circundante formam uma unidade integral, os chamados conectores, que foram fornecidos pela empresa industrial alemã Voith. O trem recebeu um novo design exterior, projetado pelo estúdio de design francês MBD Design. O formato aerodinâmico foi inspirada no salmão cereja, um peixe local.
Como no HSR-350x, a carroceria dos vagões intermediários é feita de alumínio. Ao contrário do HSR-350x, o veículo não possui revestimento dos truques. Em comparação com o KTX-I, a espessura das janelas aumentou de 29 para 38 mm, devido a adição de uma quarta camada, que melhora o isolamento acústico e a pressurização. A largura total dos vagões de passageiros aumentou de 2.904 para 2.970 mm.
Os motores de tração, conversores, controle de tração e sistema de frenagem do KTX-II são de tecnologia sul-coreana resultantes do programa do HSR-350x. Os motores de tração são motores de indução assíncronos como os do HSR-350x, em vez de motores síncronos como no KTX-I. As caixas de transmissão foram fornecidas pela Voith. A eletrônica de potência nos conversores usa IGBTs, fornecidos pelo fabricante americano de semicondutores IXYS Corporation, ao invés dos não-confiáveis IGCTs, do HSR-350x. Cada conversor de tração consiste em dois conversores de quatro quadrantes comutados em paralelo, que funcionam como módulos retificadores, convertendo a corrente alternada monofásica (CA) do transformador em corrente contínua (CC), um circuito intermediário de corrente contínua de 2.800 volts e um módulo inversor convertendo a alimentação de CC em alimentação de CA trifásica para os motores de tração. Cada conversor fornece os motores com dois eixos de um truque, permitindo o controle individual de cada um deles. Toda a alimentação auxiliar é fornecida por unidades auxiliares MW, uma por locomotiva, consistindo em dois pares de módulos conversores baseados em IGBT comutados em paralelo atuando como retificadores entre um transformador principal e o suprimento elétrico de 670 volts de CC. Os inversores VVVF para os ventiladores de resfriamento do motor e do conversor e o compressor de ar, os inversores de frequência constante de tensão constante (CVCF) para o ar condicionado da cabine, a carga da bateria, a alimentação de CA de bordo e as bombas de óleo estão conectados à suprimento elétrico na unidade auxiliar. O pantógrafo, fornecido pela empresa austríaca Melecs MWW, é um tipo padrão certificado para velocidades de até 350 km/h e também usado no trem experimental ICE S da Deutsche Bahn e na família de trens de alta velocidade Siemens Velaro.
O trem pode acelerar de 0 a 300 km/h em 316 segundos, diferente dos 365 segundos para o KTX-I. A velocidade máxima em testes é 330 km/h, e a velocidade comercial é de 305 km/h, semelhante a do KTX-I. A distância necessária para frear o trem na velocidade de 300 km/h é de 3.300 m.
O terceiro vagão intermediário oferece assento de primeira classe, os outros são de classe padrão. Assentos giratórios, que são girados nas estações terminais de modo que estejam sempre voltados na direção da viagem, são instalados em ambas as classes, e não apenas na primeira classe como no KTX-I. Em comparação com o KTX-I, a distância entre os assentos foi aumentada de 930 para 980 mm para fornecer mais espaço para as pernas dos passageiros. O quarto vagão de passageiros abriga uma lanchonete e compartimentos particulares com assentos separados voltados um ao outro. Serviços para passageiros incluem acesso sem fio à Internet e transmissões multimídia digital e compartimentos particulares de negócios com pequenas mesas. Como no KTX-I, todos os compartimentos de passageiros são equipados com monitores de vídeo montados no teto, com telas LCD de 19 polegadas em vez de 17. Ao contrário dos do KTX-I, os compartimentos dos passageiros do KTX-II foram equipados com detectores de incêndio. As portas dos banheiros foram automatizadas e o banheiro do primeiro vagão de passageiros é acessível para pessoas com deficiência.
Além do Controle Automático de Trens (ATC) para linhas de alta velocidade e da convencional parada automática de trens (ATS) para linhas normais, os trens foram os primeiros a serem equipados com o novo sistema ATP de proteção automática de trens, desenvolvido no país. O sistema, que é compatível com o ERTMS, pretende ser uma melhoria em relação ao ATS nas linhas convencionais e torna possíveis distâncias mais curtas para frear os trens.
O valor agregado no país aumentou de 58% no KTX-I para 87%. De acordo com o Korea Railroad Research Institute, a compra dos trens KTX-II foi economizou cerca de 840 bilhões de won, em comparação com um valor de 7.500 bilhões em 2020 caso os trens de alta velocidade fossem importados.

## Operação

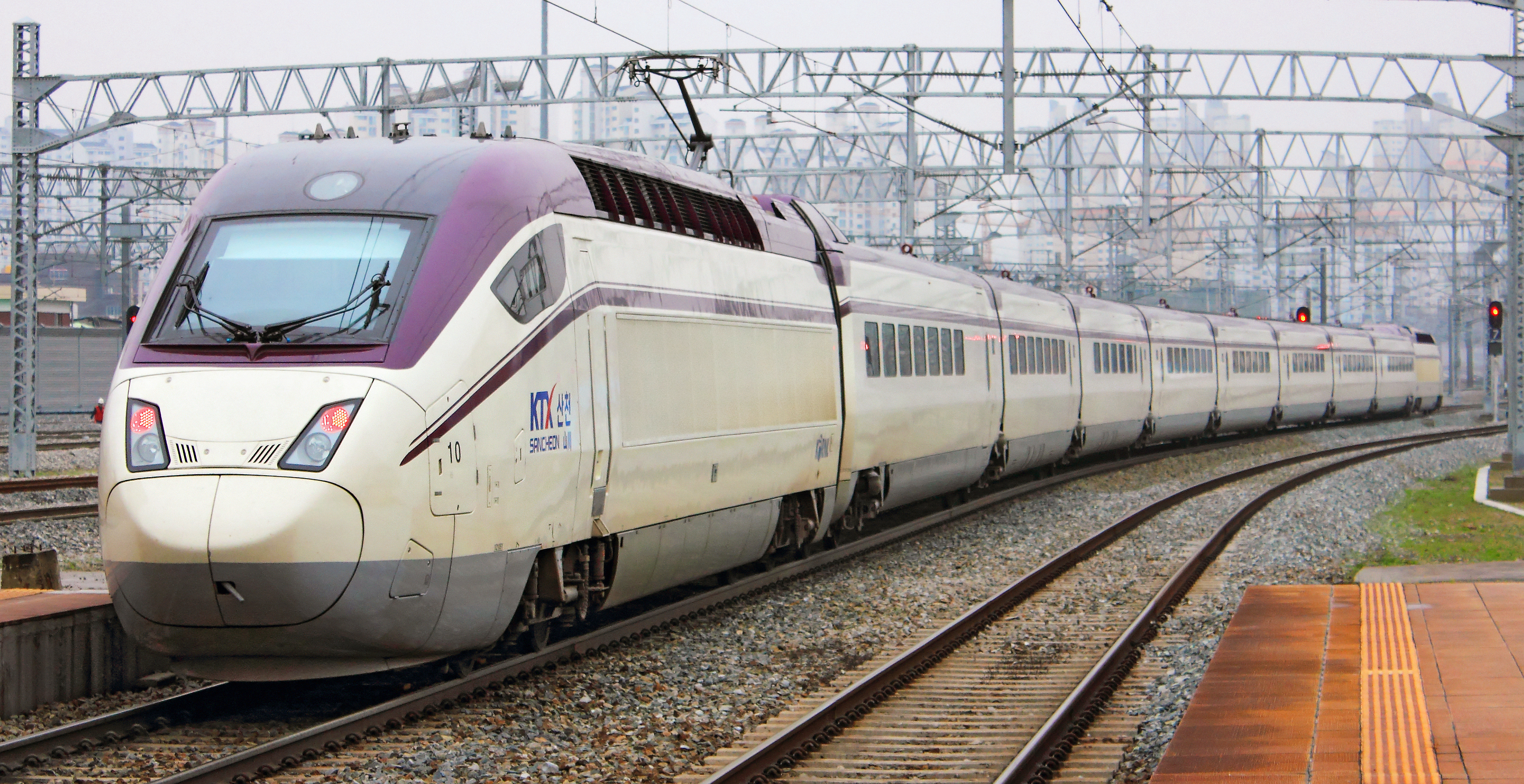
KTX-Sancheon classe 120000

Após testagem, o KTX-II transportou seus primeiros passageiros em uma viagem em 11 de fevereiro de 2010. Depois de uma competição para decidir o nome realizada nos dez dias seguintes, o KTX-II foi oficialmente renomeado como KTX-Sancheon (KTX 산천).
O serviço comercial do KTX-Sancheon começou em 2 de março de 2010. Diferente dos planos originais, os primeiros trens foram usados nos serviços KTX nas linhas Honam e Gyeongbu. A Korail começou a operar seu primeiro conjunto de serviços diretos entre Seul e Busan em 1 de dezembro de 2010, usando trens KTX-Sancheon. O serviço KTX na linha Gyeongjeon para Masan começou em 15 de dezembro de 2010.
Até dezembro de 2010, os trens KTX-Sancheon quebraram 15 vezes, com a maioria dos incidentes relacionados com dispositivos de sinalização. Repórteres da imprensa do país expressaram temor de que a notícia das avarias afetem negativamente as chances da Rotem na competição para fornecer os trens do projeto Rio-São Paulo ou o projeto da CAHSR do estado da Califórnia nos Estados Unidos, enquanto que a Korail argumentou que a publicação dos erros foi um resultado da política da companhia de tornar todas as informações públicas, contrastando-se assim com os fabricantes chineses.
Em 11 de fevereiro de 2011, um trem KTX-Sancheon com destino a Seul vindo de Busan descarrilou em um AMV em um túnel 50 m antes da estação Gwangmyeong, a aproximadamente 90 km/h. Apenas um passageiro sofreu ferimentos leves. Uma investigação não encontrou problemas com o trem, mas indicou que o acidente foi causado por erros humanos por parte dos trabalhadores de manutenção. Na época, três vagões do trem estavam reservados para a comitiva do presidente da Coreia do Sul, Lee Myung-bak, mas ele não estava a bordo no momento do acidente.
Os trens da classes 120000 estão atualmente emprestados à SR para o serviço SRT entre Suseo e Busan ou Mokpo.